# Tei (cartier)

Cartierul Tei pe harta Bucureștiului

Tei este un cartier situat în sectorul 2 al Bucureștiului.

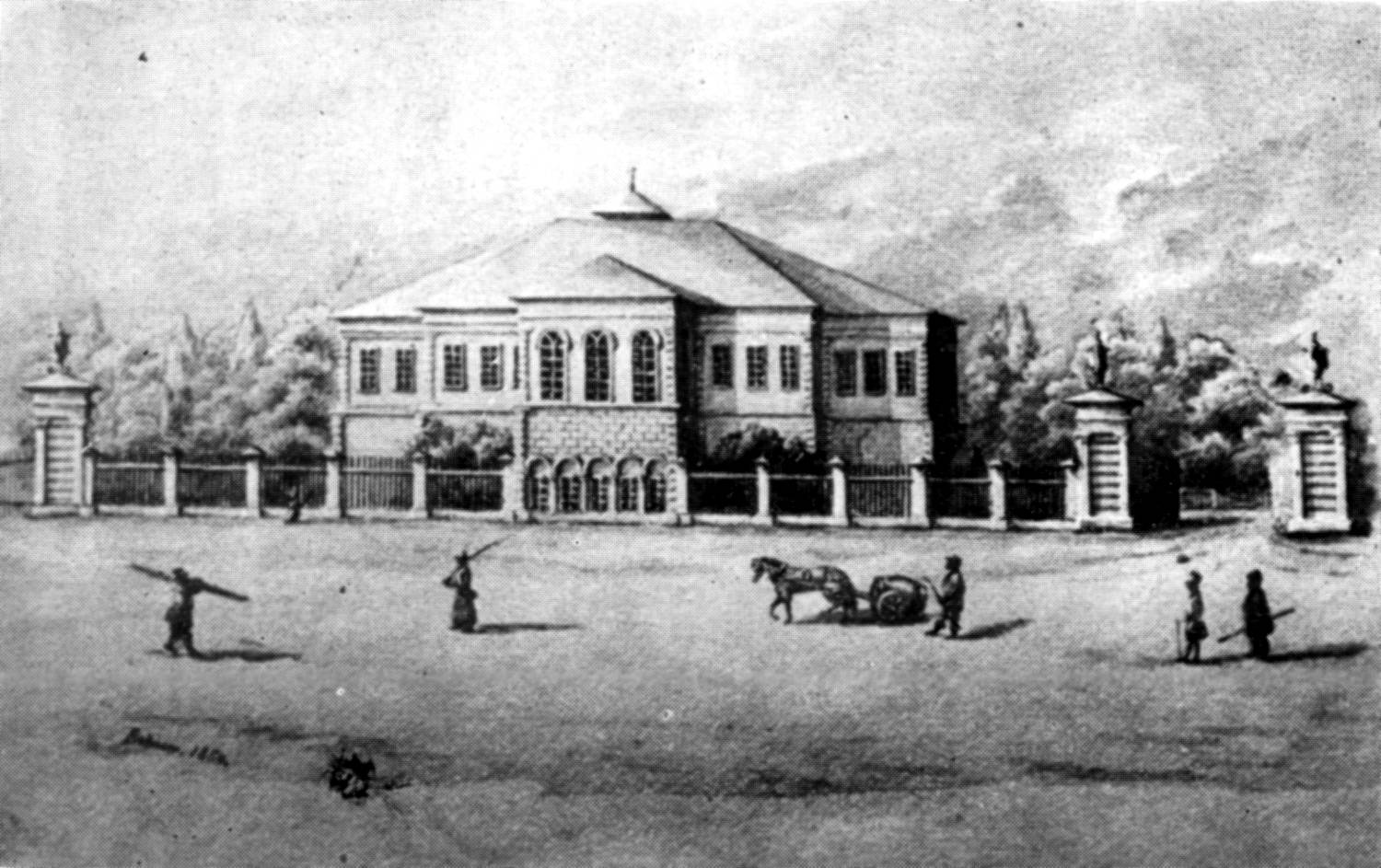
Palatul Ghica în sec. al XIX-lea
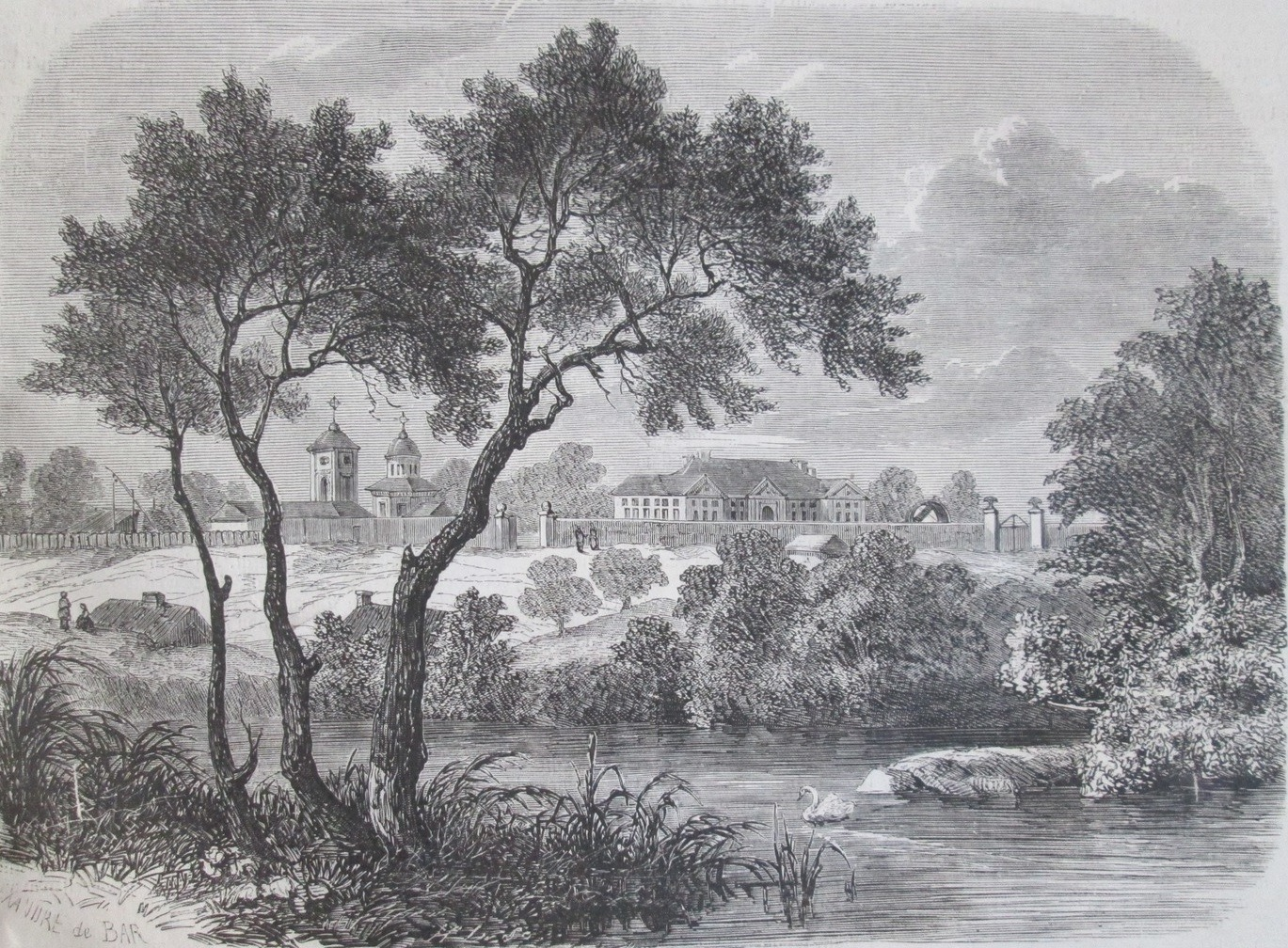
Palatul Ghica și Biserica Teiul Doamnei în 1859 (văzut dinspre Lacul Plumbuita)
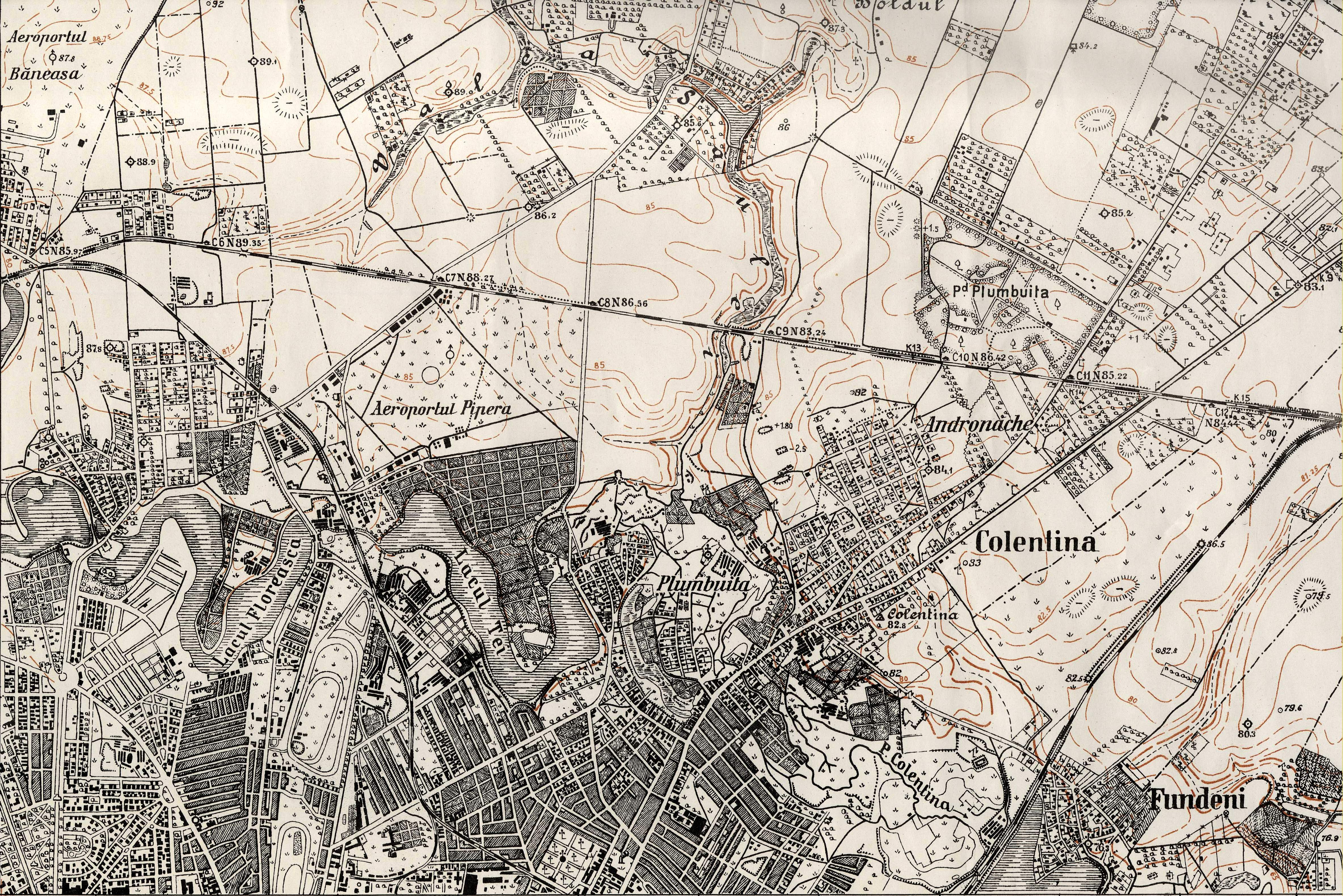
Zona din jurul Lacului Tei în perioada interbelică
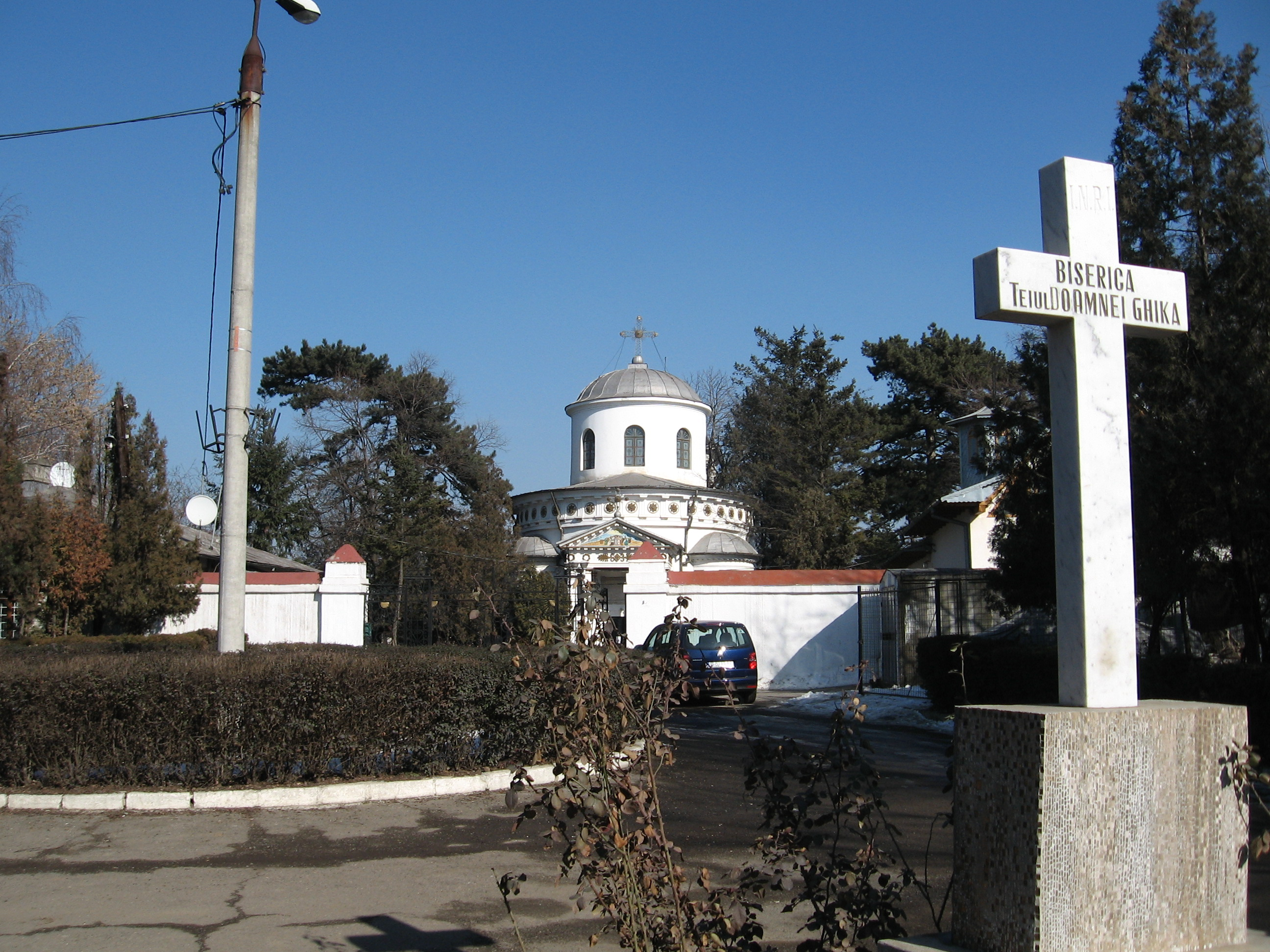
Biserica Teiul Doamnei Ghica
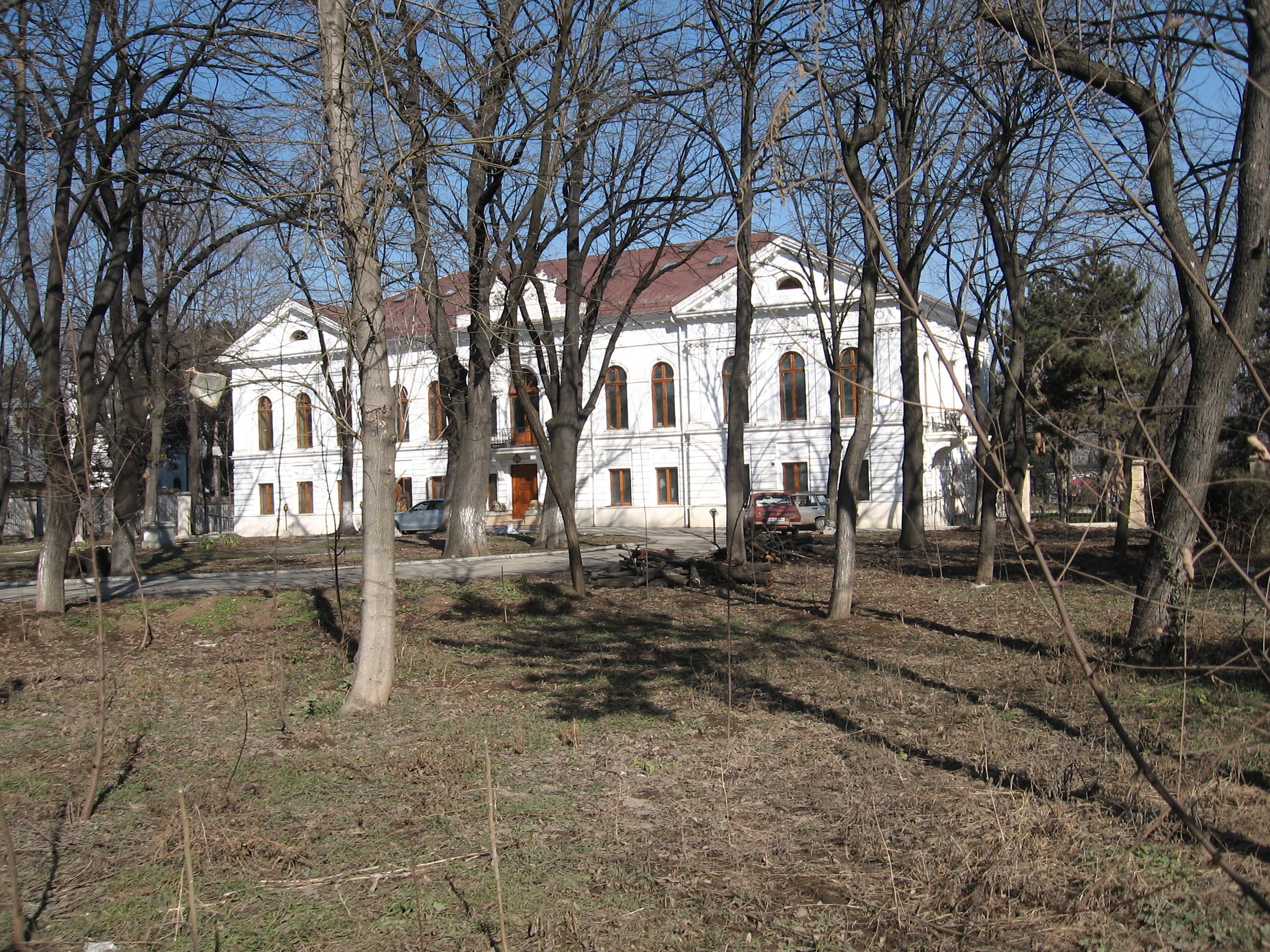
Palatul Ghica
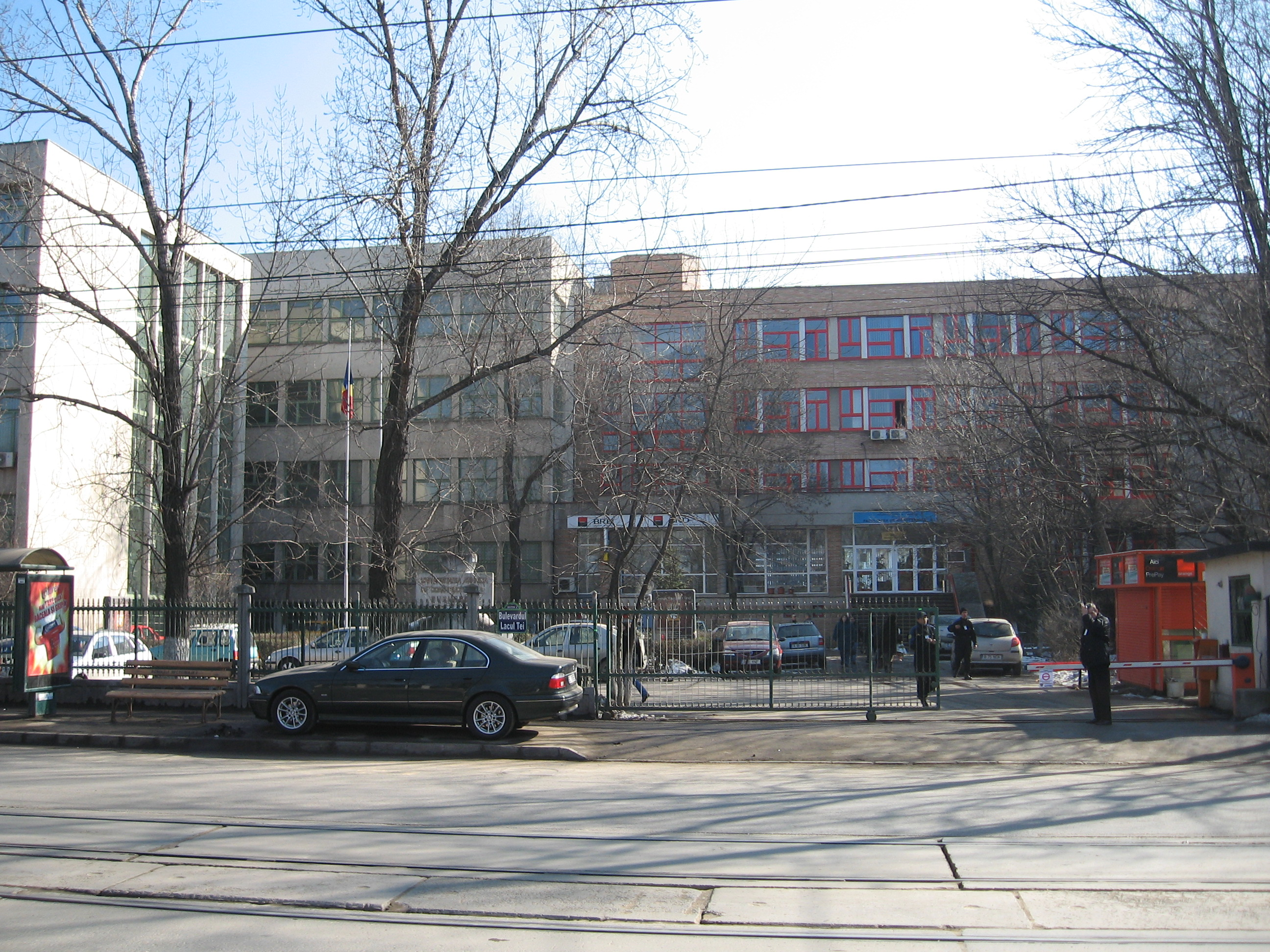
Facultatea de Construcții
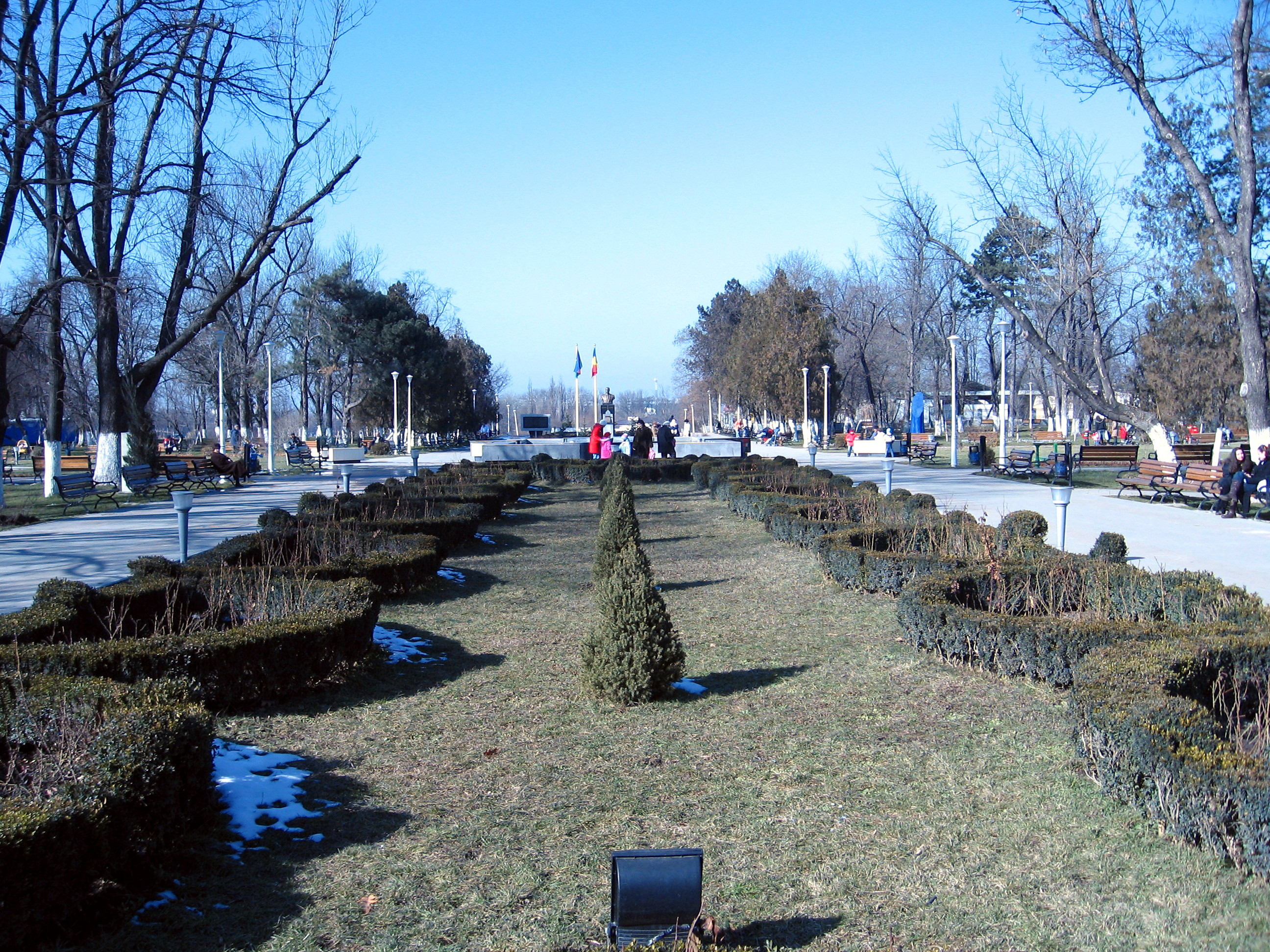
Parcul Tei
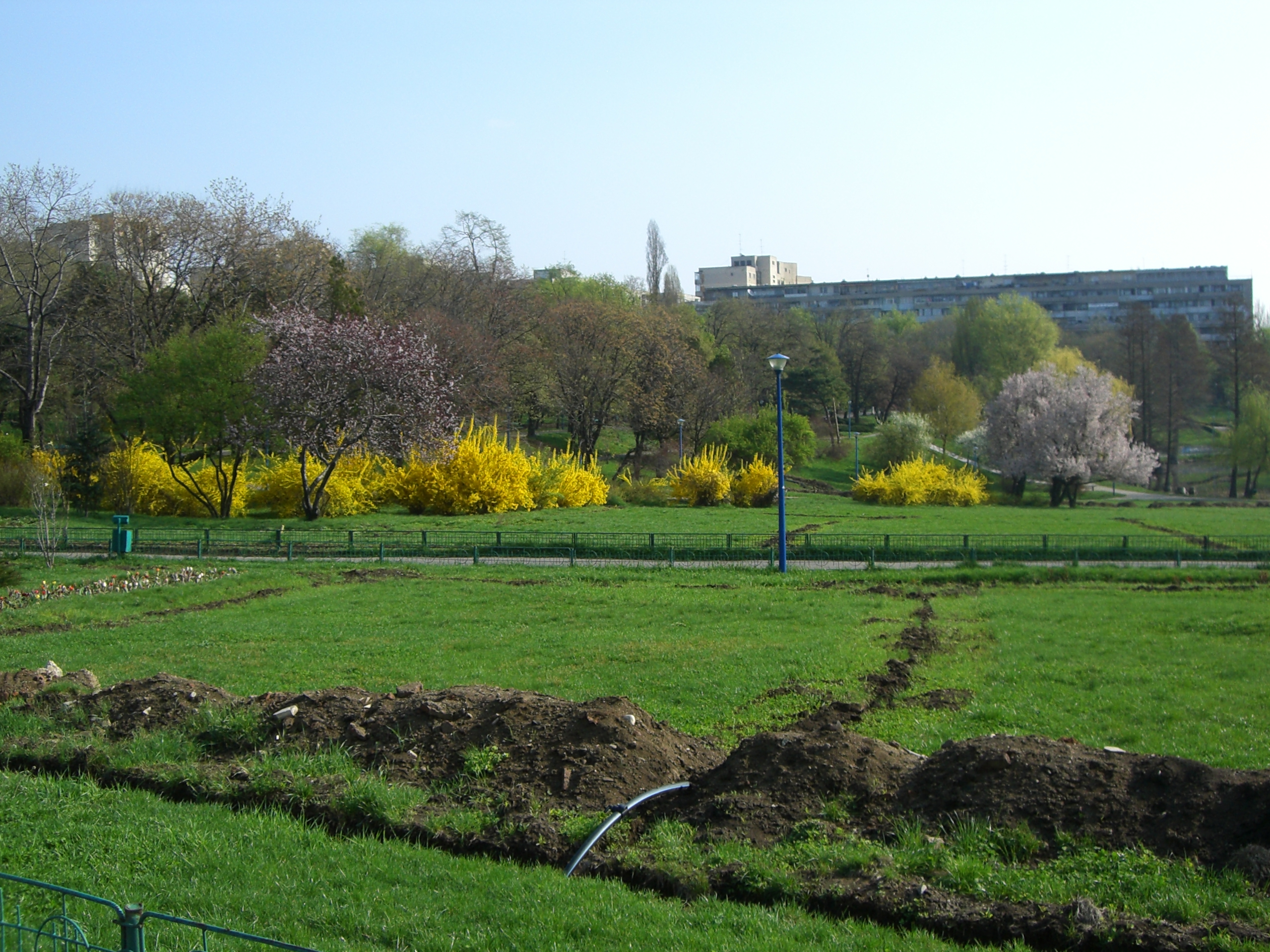
Parcul Circului